# ذلبن آل إبراهيم (غيل بن يمين)

تعديل مصدري - تعديل

ذلبن آل إبراهيم هي إحدى قرى عزلة غيل بن يمين بمديرية غيل بن يمين التابعة لمحافظة حضرموت، بلغ تعداد سكانها 103 نسمة حسب تعداد اليمن لعام 2004.